# 渡辺元 (民部少輔)
渡辺 元（わたなべ もと）は、戦国時代から安土桃山時代の武将。備後国の国衆山田渡辺氏の当主。同国一乗山城主。

## 生涯
渡辺元は摂津国を本貫とする嵯峨源氏渡辺氏の末裔と称して、安芸国山田庄（現・広島県福山市）を中心に勢力を持ち、山名氏、大内氏のち毛利氏に従った国衆である。毛利氏最盛期には特に毛利元就の三男小早川隆景、あるいは旧備後守護家重臣の杉原氏の指揮下にあった。渡辺房の次男。なお代々毛利氏に仕えた安芸国の渡辺氏にも同名の人物がいる（渡辺長の子）。
永禄12年（1569年）毛利氏の九州出兵に弟忠、叔父延とともに従軍した。天正初年に父より家督を譲られる。天正4年（1576年）第一次木津川口の戦いでは同じく備中国衆の有地元盛の配下として従軍し、戦功を挙げた。同年毛利氏は織田信長によって京都を追われた将軍足利義昭を鞆の浦に迎え入れていたが、鞆の浦に近い渡辺氏はその護衛を任されることになる。織田氏との合戦で功のあった元を義昭は気に入り、常に側近として遇した。天正10年（1582年）には父の房・子の景とともに毛氈鞍覆・白傘袋の使用を許す御内書が下されたが、これは室町幕府より守護家に認可される特権であり、その寵愛ぶりが窺える。しかしその義昭も台頭した羽柴秀吉と毛利氏が和睦に転じたことによって存在感を失い、天正12年（1584年）には鞆の浦を放棄した義昭を一時期一乗山城に迎え入れている。天正13年（1585年）秀吉より伊予国を与えられた隆景の指示で、滅亡した桑村郡壬生川氏（桑原氏）の城跡の在番衆となっている。
子の景は毛利氏の備後除封の影響で失領し、一時期浪人したが、その子らが新たに入封した水野氏に仕えた。